# Mikes-ház (Kolozsvár, Karolina tér)
A kolozsvári Mikes-ház műemlék épület Romániában, Kolozs megyében. A romániai műemlékek jegyzékében a CJ-II-m-B-07434 sorszámon szerepel.